# داركو ماريتش
داركو ماريتش هو لاعب كرة قدم صربي في مركز الهجوم، ولد في 2 سبتمبر 1975 في بورتشا في صربيا. لعب مع نابريداك كروشيفاتس ونادي أو إف كيه بيوغراد ونادي براشوف ونادي هينان جيانيي.